# Дацків Михайло Олександрович
Михайло Олександрович Дацків (нар. 21 листопада 1893, с. Городниця, нині Підволочиська селищна громада, Тернопільський район, Тернопільська область  — 10 лютого 1938) — український військовик, командир 10-ї бригади УГА, театральний діяч.

## Життєпис
Народився 21 листопада 1893 року в с. Городниця (Королівство Галичини і Володимирії, Австро-Угорщина, нині Підволочиського району, Тернопільської області, Україна).
Освіту здобув у Тернопільській українській гімназії, на правничному факультеті Львівського університету.

### Військовий та творчий шлях
Від початку Першої світової війни — на фронті, офіцер австро-угорської армії. Від листопада 1918 — в Українській Галицькій армії: в ранзі поручника служив у складі Тернопільської окружної військової команди, був командантом куреня Окремого загону ім. Гонти, 10-ї Янівської (Яворівської) бригади (січень — грудень 1919) на польському, більшовицькому і денікінському фронтах.
У квітні 1920 заарештований органами ЧК й направлений до підмосковного концтабору Кожухів, звідти — до Казані, де формувалися галицькі частини Червоної армії. Від липня 1920 перебував на польському фронті: командир батальйону, полку 45-ї стрілецької дивізії. Після демобілізації восени 1921 залишився в УСРР.
Працював художнім керівником Київського драматичного театру (Кийдрамте) Леся Курбаса, від 1926 — директор театру «Березіль» у Харкові, з 1928 — директор Харківської філармонії. Згодом — працівник Всеукраїнської спілки пролетарських письменників.
Заарештований у листопаді 1933. Відбував покарання в Ухтпечлазі. Повторно заарештований 9 грудня 1937, а 25 грудня засуджений до страти.
Розстріляний 10 лютого 1938 в Чиб‘ю.